# マリア・ルイーゼ・フォン・ハノーファー
マリア・ルイーゼ・フォン・ハノーファー・ウント・クンバーラント（ドイツ語: Maria Luise von Hannover und Cumberland, 1879年10月11日 - 1948年1月31日）は、バーデン大公家家長マクシミリアン・フォン・バーデンの妻。

## 生涯
ハノーファー王太子であったカンバーランド＝テヴィオットデイル公エルンスト・アウグスト（2世）とその妃であったデンマーク王女ティーラ（クリスチャン9世の三女）の間の長女として、グムンデンで生まれた。
1900年7月、バーデン大公子マクシミリアンとグムンデンで結婚。1男1女を儲けた。
- マリー・アレクサンドラ（英語版）（1902年 - 1944年） - ヘッセン＝カッセル公子ヴォルフガングと結婚。連合国軍によるフランクフルト大空襲の犠牲となった。
- ベルトルト（1906年 - 1963年） - ギリシャ王女テオドラと結婚。

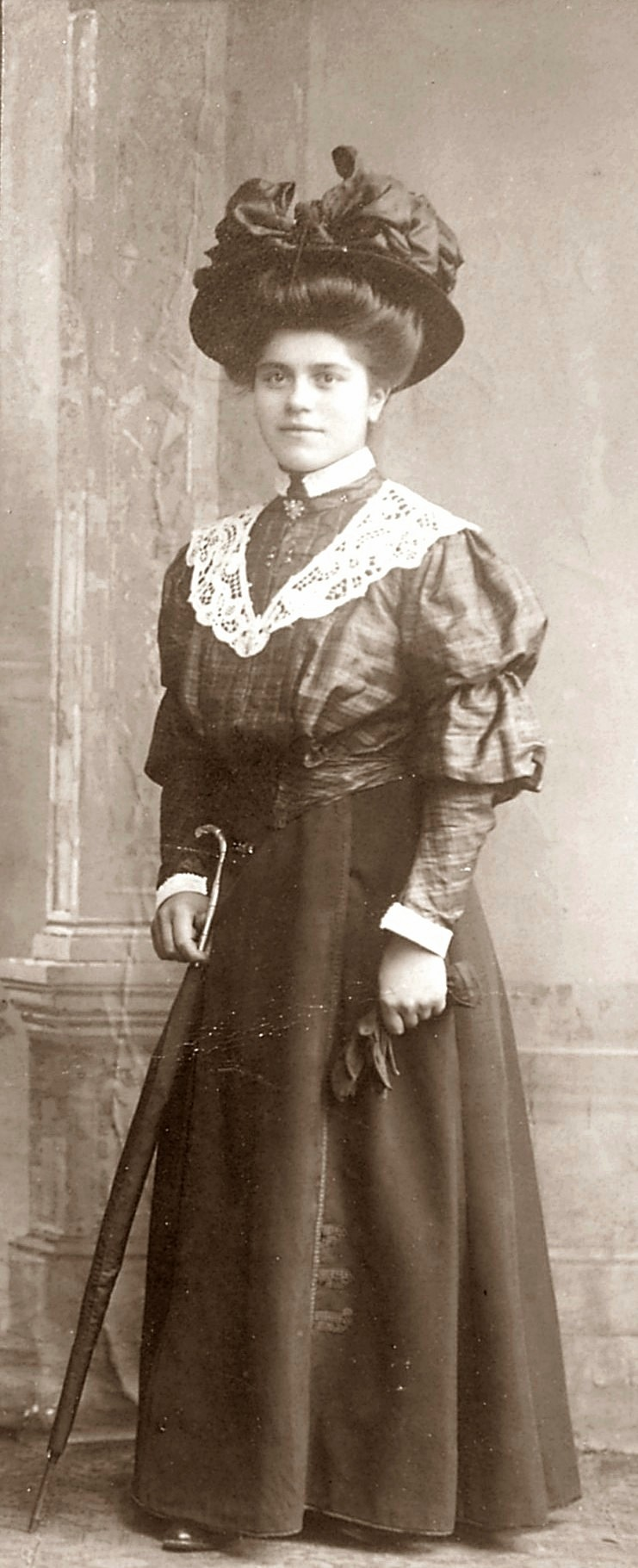
マリア・ルイーゼ・フォン・ハノーファー（1900年頃）